# Права людини

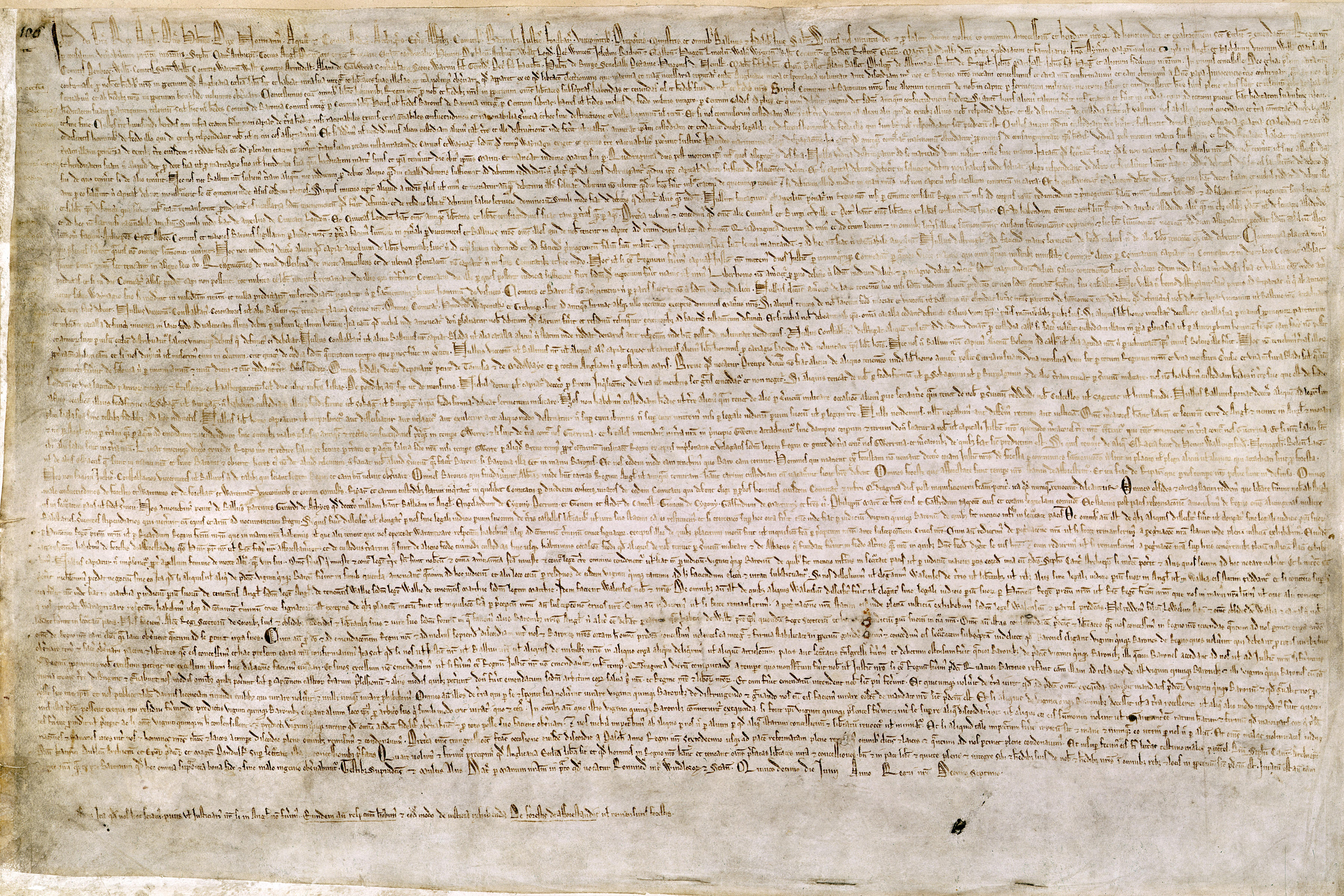
Magna Carta або «Велика хартія вольностей» була одним з перших у світі документів, що містив зобов'язання суверена перед своїм народом поважати певні юридичні права.

Права́ люди́ни — це моральні принципи або норми, що визначають певні стандарти людської поведінки й регулярно захищаються муніципальним та міжнародним правом. Вони зазвичай розуміються як невід'ємні, фундаментальні права, «на які людина має право просто тому, що вона є людиною», і які «притаманні всім людям», незалежно від їхнього віку, етнічного походження, місцезнаходження, мови, релігії, етнічної приналежності чи будь-якого іншого статусу. Вони застосовні скрізь і завжди в тому сенсі, що є універсальними, і вони є егалітарними в тому сенсі, що є однаковими для всіх. Вважається, що вони вимагають емпатії та верховенства права й накладають на людей зобов'язання поважати права людини інших, і, як правило, вважається, що їх не можна відбирати, окрім як в результаті належної правової процедури, що ґрунтується на конкретних обставинах.
Право виступає мірою свободи і зміст його в тому, щоб узгодити свободу окремої людини зі свободою інших членів суспільства, дотримуючись принципу рівності. Право виступає як засобом забезпечення свободи, так і істотним засобом обмеження неузгоджених з суспільними потребами і уявленнями людей про добро і справедливість рівня свободи й обсягу влади. Встановлювані заборони й обмеження повинні бути доцільними з погляду гарантій свободи, а отже, і справедливими.
Права людини мають природну сутність і є невід'ємними від індивіда, вони позатериторіальні і позанаціональні, існують незалежно від закріплення в законодавчих актах держави, є об'єктом міжнародно-правового регулювання та захисту.
Права людини досить часто не розрізняють та плутають з правами громадянина та правами фізичної особи.

## Загальна характеристика
Природно-історичне обґрунтування людських прав у сучасній світовій політичній думці явно переважає. Поняття прав людини вживається широко і вузько. В широкому значенні права людини охоплюють весь спектр, найширший комплекс прав і свобод особи, їх різноманітні види. У вузькому значенні розуміються тільки ті права, що не надаються, а лише охороняються і гарантуються державою, діють незалежно від їх конституційно-правового закріплення і державних кордонів. Це рівність усіх людей перед законом, право на свободу пересування та вибору місця проживання, право на життя і тілесну недоторканність, повага людської гідності, свобода від довільного, незаконного арешту або затримання, свобода віри і совісті, право батьків на виховання дітей, право на опір гнобителям тощо.

### Права людини— це її правові можливості
- Права і свободи людини окреслюють певну сферу автономного існування індивіда, його життєдіяльності як члена суспільства. Ці правові можливості мають розцінюватися як своєрідні юридичні блага, зміст яких полягає у встановленні і гарантуванні певних меж свободи/несвободи особи. Тому права і свободи людини є органічною складовою юридичною частиною особистості як соціальної характеристики людини, входять до її структури. Вони формуються історично в ході розвитку людської спільноти, і тому на кожному історичному етапі існує більша або менша сукупність прав і свобод.
- Тенденцією їх становлення як правового інституту є поступове, але невпинне розширення правового надбання людини за рахунок включення до їх переліку нових можливостей.
- Вони є правовим надбанням людини і в тому розумінні, що не даруються державою, а здобуваються — на противагу авторитарним чи патерналістським запитам державної влади.

### Права і свободи людини і громадянина визнаються в певному розумінні якприродні
- Вони, звичайно, не можуть бути природними, як, наприклад, частини біологічного організму людини. Але права і свободи людини і громадянина вважаються природними в тому розумінні, що організоване на правових засадах суспільство виходить із необхідності та доцільності визнання свободи людей, їх рівних можливостей як певних правових суб'єктів, які не повинні залежати від неправових факторів і тому пов'язуються лише з фактом народження та існування людини.
- «Всі люди народжуються вільними і рівними у своїй гідності та правах» — проголошує ст. 1 Загальної декларації прав людини ООН 1948 року. Визнання правової рівності має глибокий гуманістичний сенс, а в практичному аспекті сприяє максимальному використанню людьми своїх здібностей, реалізації їх потенціалу як особистостей. З іншого боку, соціальна обумовленість змісту прав і свобод людини і громадянина передбачає певні обмеження їх здійснення, що залежать від можливостей суспільства, рівня його економічного, соціального, духовного і культурного розвитку.

### Права і свободи людини є невід'ємними
- Вони невід'ємні, оскільки становлять складову частину особистості, є її правовим надбанням, а тому людина як соціальна істота, що позбавлена прав, не тільки безправна у вузькому юридичному розумінні, але й не може бути особистістю, бо не має можливості для задоволення своїх потреб та інтересів. А в державно-організованому суспільстві правова характеристика особи покликана відігравати вирішальну роль, оскільки права і свободи людини і громадянина визначають найважливіші аспекти життєдіяльності людини у її відносинах з суспільством і державою.
- Держава не дарує прав людині, а тому держава не може їх і відібрати. Держава, що порушує або обмежує права людини, має нести за це відповідальність. Цей принцип знайшов закріплення в Конституції України. Кожен має право на відшкодування за рахунок держави чи органів місцевого самоврядування матеріальної та моральної шкоди, завданої їх незаконними рішеннями, діями чи бездіяльністю при здійсненні ними своїх повноважень (ст. 56 Конституції України). Кожному гарантується право на оскарження в суді рішень, дій чи бездіяльності органів державної влади, органів місцевого самоврядування, посадових і службових осіб (ст. 55 Конституції України).

### Права і свободи людини і громадянина є необхідними для її нормального існування і розвитку
- Передусім права і свободи людини і громадянина є необхідними в екзистенціальному значенні як елемент соціального буття людини, без чого вона не може існувати як суб'єкт суспільних відносин, бути соціально і юридично дієздатною, реалізувати свою життєву програму. Перелік конкретних прав людини охоплює створення умов для задовільного існування і розвитку особи.
- Ступінь реалізації прав і свобод людини і громадянина є показником рівня розвитку особи як суб'єкта права, дійсних соціальних можливостей людини. Яскравим прикладом таких прав є закріплене ст. 11 Міжнародного пакту про економічні, соціальні і культурні права право кожного на достатній життєвий рівень для нього і його сім'ї, що включає достатнє харчування, одяг та житло, право на безперервне покращення умов життя, а також зафіксоване в ст. 7 цього Пакту право кожного на справедливі і сприятливі умови праці, яке включає винагороду, що забезпечується як мінімум всім трудящим: справедливу зарплату; задовільне існування для них самих і їх сімей; умови роботи, що відповідають вимогам безпеки і гігієни.

### Права людини і громадянина мають бути загальними і рівними для кожного
- Права людини є загальними в тому відношенні, що вносять у суспільне життя єдиний вимір, який охоплює значну кількість, а в ідеалі — всіх людей як суб'єктів права. Відомий німецький філософ Карл Ясперс відокремлював у цьому плані три можливих типи соціальності і, відповідно, три способи організації суспільства:
  - по-перше, на засадах приватного інтересу ізольованого індивіда;
  - по-друге, органічну цілісність людей, об'єднаних на національних чи духовних засадах;
  - по-третє, формально-правову організацію, де кожен розглядається лише в тому вимірі, в якому він рівний будь-якому іншому.
- Права людини повинні бути не тільки загальними, але й рівними для кожного, тобто без урахування належності до рас статі, національності, релігії, політичних переконань і т. ін. При цьому правова рівність трактується в міжнародних документах про права людини у двох аспектах: як рівність від народження в гідності і в правах і як рівність перед законом та судом незалежно від різних умов.

### Права і свободи людини і громадянина повинні визнаватися та гарантуватися державою в обсязі загальновизнаних міжнародних стандартів
- Визнання державою прав і свобод людини і громадянина шляхом закріплення їх у конституції та інших законодавчих актах є першим і необхідним кроком до їх утвердження і реалізації. Однак тільки цим роль держави у сфері прав і свобод людини і громадянина не повинна обмежуватися. Вона має докладати всіх можливих зусиль для гарантування, охорони й захисту прав і свобод людини і громадянина, що визначає головний напрямок гуманізації держави, основні її гуманітарні характеристики.
- Так, згідно з приписами Конституції України, права і свободи людини і громадянина повинні визначати зміст і спрямованість діяльності Української держави, а їх утвердження і забезпечення розглядається як головний обов'язок держави.

## Історія прав людини і громадянина
Сучасне розуміння прав людини склалося після Другої світової війни. Кульмінацією цього процесу стало проголошення «Загальної декларації прав людини» Генеральною Асамблеєю ООН 10 грудня 1948. Перша стаття «Загальної декларації прав людини» проголошує:
Всі люди народжуються вільними і рівними у своїй гідності та правах. Вони наділені розумом і совістю й повинні діяти один щодо іншого в дусі братерства.
Хоча термін «права людини» відносно сучасний, основа цієї концепції прослідковується ще до часів Стародавньої Греції та римського права, й була закладена в понятті природного права, яке розвинули філософи епохи Просвітництва.

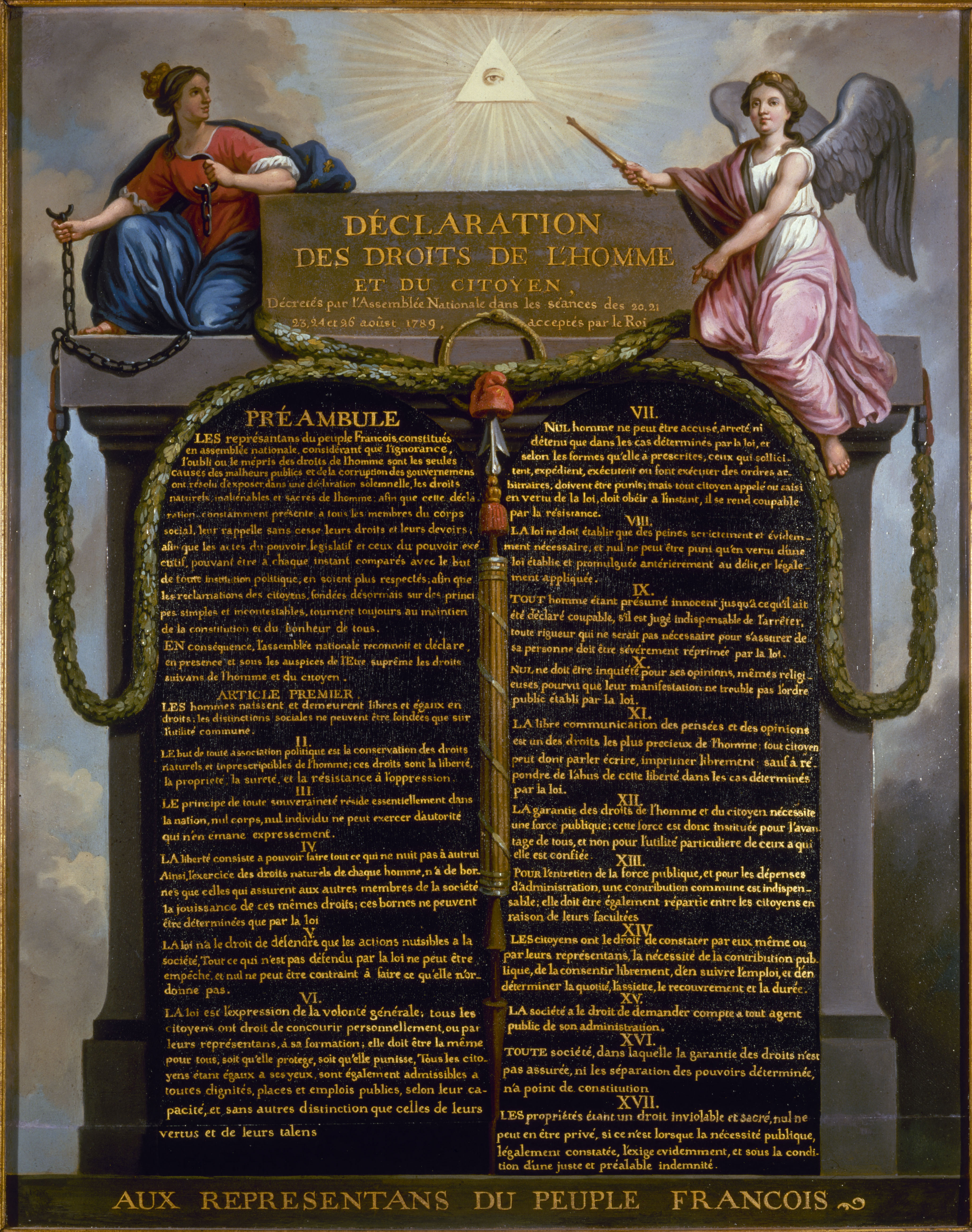
Декларація прав людини і громадянина затверджена у Франції 26 серпня 1789.

Ідеї прав і свобод існували впродовж майже всієї історії людства, проте не зовсім зрозуміло, чи можна характеризувати їх терміном права людини в сучасному розумінні. Концепція права існувала в історичних культурах, стародавні філософи, такі як Аристотель, писали про права громадян на власність та участь у громадських справах. Однак, ні стародавні греки, ні римляни не мали концепції універсальних прав — рабство вважалося цілком природним. Середньовічні хартії свобод, такі як Магна Карта, не визначали прав будь-якої людини, а були тільки чимось на кшталт політичних і юридичних угод, що відповідали конкретній політичній ситуації. Магна Карта набула легендарного, міфологічного значення тільки в контексті сучасних дебатів про права людини.
Основу більшості сучасних юридичних тлумачень прав людини можна прослідкувати до початку нової європейської історії. Першим документом, який окреслював права людини, можна вважати Дванадцять статей 1525 року. Ці статті були частиною вимог, які висували селяни до Швабської ліги під час Селянської війни в Німеччині. Білль про права 1689 в Англії та відповідний шотландський Акт вимоги прав 1689 проголосили незаконними деякі репресивні дії уряду. У XVIII ст. відбулися дві важливі революції — Американська в 1776 та Французька в 1789. Результатом цих революцій стало прийняття Декларації незалежності США та Декларації прав людини і громадянина. Обидва документи встановлювали певні юридичні права. Крім того, Віргінська декларація прав 1776 року затвердила у вигляді закону низку основних громадянських прав і свобод. Декларація незалежності США проголосила, зокрема:
Ми вважаємо за самоочевидні істини, що всіх людей створено рівними; що Творець обдарував їх певними невідбірними правами, до яких належать життя, свобода і прагнення щастя…
В кінці XVIII ст. і на початку XIX ст. над питанням прав людини працювали філософи Томас Пейн, Джон Стюарт Мілль, Фрідріх Гегель. Сам термін права́ людини виник в період після написання книги «Права людини» Томаса Пейна і статті Вільяма Ллойда Гаррісона в газеті «Ліберейтор» у 1831 р., в якій автор стверджує, що намагається залучити читача до боротьби за велику справу прав людини.
У XIX ст. найважливішою із правових проблем, пов'язаних і правами людини, стало питання ліквідації рабства. Рух аболіціоністів сприяв тому, що рабство було ліквідоване у Британії Актом про работоргівлю 1807 року та Актом про скасування рабства 1833 року. В США північні штати скасували рабство в період між 1777 та 1804 роками, але південні штати міцно трималися за цей інститут. Дебати й конфлікти щодо поширення законодавства на нові території призвели до сецесії Півдня й громадянської війни. Після війни інститут рабства був ліквідований тринадцятою поправкою до Конституції США. Чотирнадцята поправка проголосила повне громадянство та рівні права всіх людей, що народилися в США, а п'ятнадцята поправка гарантувала американцям африканського походження право голосу.
У XX ст. під тиском численних рухів відбулися глибокі соціальні зміни, в тому числі в царині, що належить до прав людини. В Західній Європі та Північній Америці профспілки добилися затвердження законів, що гарантували робітникам право на страйк, встановили мінімальні вимоги до умов і тривалості праці, добилися заборони або законодавчого регулювання дитячої праці. Рух за права жінок добився однакового права голосу для представників усіх статей. Національно-визвольні рухи призвели до вигнання колонізаторів із багатьох країн. Серед цих рухів особливо впливовим був очолювати Магатмою Ґанді рух за звільнення Індії від британського правління. Добилися своєї мети рухи позбавлених прав расових та релігійних меншостей у багатьох країнах світу. Серед них рух за громадянські права в США.
Заснування Міжнародного комітету Червоного Хреста в 1864 та перші Женевські конвенції 1864 року заклали основу міжнародного гуманітарного права, що отримало подальший розвиток після двох світових воєн.
Світові війни, великі втрати життя та значні порушення прав людини в них призвели до створення нових інституцій, що повинні стояти на захисті прав людини. Ліга Націй була утворена 1919 року разом із підписанням Версальського договору. Перед нею ставилася мета роззброєння, запобігання війнам через колективну безпеку, врегулювання конфліктів між державами методами дипломатії, покращення життя людей у всьому світі. В її мандат була закладена значна кількість прав людини, які пізніше були проголошені в Загальній декларації прав людини.
На Ялтинській конференції 1945 року союзні держави домовилися створити новий орган, який успадкував би роль Ліги — Організацію Об'єднаних Націй. Одразу після заснування ООН стала виконувати важливу роль у встановленні міжнародного права, зокрема щодо прав людини.
Насамперед це право на життя, вільну працю, освіту.

## Види прав, свобод і обов'язків людини і громадянина
Права людини, обмеження чи тимчасове припинення яких у демократичній державі не допускається за жодних обставин. До них належать наступні права: право на життя, тілесну недоторканість, повагу людської гідності, недоторканість приватного життя, особисту та сімейну таємницю, захист честі та доброго імені, свободу совісті, свободу віросповідання, а також правовий, судовий захист, правосуддя і пов'язані з ним важливі процесуальні правила. Дані права ще іноді називають в літературі абсолютними. Забезпечення цих прав є основною ознакою демократичності суспільства.
Найпоширенішою класифікацією прав людини є поділ на позитивні та природні.
Позитивні права людини — є штучним правом, що виходить від держави і суспільства, виражено в писаних нормах, міститься в нормативно-правових документах: законах, судових прецедентах, актах виконавчої влади. Існує і інший підхід до визначення поняття позитивного права, позитивне право — це право, виражене в законах та інших джерелах.
Природні права людини — це теоретична доктрина в теорії права, за якою головним джерелом права є сама природа, а не воля законодавця. Також термін визначає і саме право, задане природою. Людині природні права належать від народження, вони закладені в самій її сутності й однакові для всіх.
Також, залежно від характеру свободи, відображеної в правах або юридичних свободах, розрізняють негативні і позитивні права і свободи людини і громадянина, що відображає позитивні та негативні аспекти свободи.
Позитивні права людини фіксують обов'язки держави, осіб і організацій надати громадянину ті або інші блага, здійснювати певні дії (право на соціальне забезпечення, освіту, охорону здоров'я, гідний життєвий рівень тощо). Здійснення позитивних прав неможливо без наявності у держави достатніх ресурсів. Їх конкретне наповнення прямо залежить від багатства країни і демократичності її політичної системи.
Негативні права визначають обов'язки держави та інших, людей стримуватися від тих або інших дій у ставленні до особи. Держава в таких умовах охороняє індивіда, особу від небажаних втручань і обмежень, що порушують їх свободу. Такі права є основні, абсолютні. їх здійснення, реалізація не залежить від ресурсів, засобів держави, рівня соціально-економічного розвитку суспільства, держави. Основу індивідуальної свободи людини і складають негативні права. Юридичне закріплення такої груп прав і свобод людини є Білль про права Конституції США, зміст якого спрямований на охорону особи від різноманітних несправедливих і небажаних посягань з боку держави, владних структур.
Система прав і свобод людини охоплює економічні, соціальні, політичні, екологічні, культурні, громадянські та особисті права  і свободи громадян.
Економічні права — це можливості людини реалізувати свої здібності і здобувати засоби для існування, беручи участь у виробництві матеріальних та інших благ.
Соціальні права — можливість людини і громадянина по забезпеченню належних соціальних умов життя та на соціальний захист. В Конституції України (ст. 46-49, 51, 52) передбачається: Кожен має право на житло. Ніхто не може бути примусово позбавлений житла інакше як на підставі закону за рішенням суду.
Екологічні права — права людини на безпечне екологічне середовище. Це право на чисте повітря, землю, воду і продукти харчування. Кожен має право на безпечне для життя і здоров'я довкілля та на відшкодування завданої порушенням цього права шкоди (ст. 50 Конституції України).
Культурні права — можливості збереження і розвитку своїх духовних інтересів і здібностей, індивідуального образу та національної самобутності, доступу до духовних здобутків людства, їх засвоєння, використання та участі у їх подальшому розвитку (ст. 53, 54 Конституції України).
Політичні та громадянські права — можливості дійсного народовладдя, створення таких взаємовідносин влади і людини, при яких влада виражає інтереси людини, система правовідносин що будуються на взаємопорозумінні і взаємодії органів влади і громадянина.
Особисті права і свободи людини — юридичні можливості фізичного, духовного та інтелектуального існування людей як особистостей (ст. 27-33, 35 Конституції України).
За колом осіб
а) загальні — це права і свободи, що поширюються на все населення. Наприклад: право на життя, на житло, на відпочинок тощо;
б) спеціальні — це права і свободи, що поширюються на певне коло осіб. Наприклад: права і свободи, що поширюються тільки на народних депутатів України, органів Кабінету Міністрів України та ін.;
в) виняткові — роблять винятки із загальних і спеціальних прав і свобод та поширюються на одну особу. Наприклад, права Президента України.
За видом суб'єкта
а) індивідуальні — здійснюються одноосібно. Наприклад: право на свободу віросповідання, право на одержання вищої освіти тощо;
б) колективні — можуть реалізуватися тільки колективними діями суб'єктів права. Наприклад: право на страйк, на шлюб тощо.
Прихильниками цих класифікацій є: Колодій А. М., Олійник А. Ю., Погорілко В. Ф., Скакун О. Ф., Тодика Ю. М., Фрицький О. Ф., Шемшученко Ю. С. та ін.
Утім, деякі науковці, не заперечуючи інші види прав і свобод людини та громадянина, висловлюють й інші погляди на класифікацію прав і свобод людини та громадянина. Так, на думку Колодія, Олійника та Шемшученка їх можна поділити на:

### За часом здійснення
а) постійні — право на життя, честь і гідність та т.п.;
б) тимчасові — право на військову службу та т.п.;

### За суб'єктом (їх носієм) пра́ва
а) права і свободи громадянина України;
б) права і свободи людини;
Висловлюючи точку зору щодо існування різних класифікацій конституційних прав і свобод людини та громадянина, такі вітчизняні фахівці, як Скакун, Шемшученко, пропонують їх також поділяти за значенням їх для особи на дві великі групи:
а) основні (життєво необхідні) — необхідні для нормального існування та розвитку. Наприклад: право на життя, здоров'я тощо;
б) допоміжні — не є життєво необхідними, але надають додаткові можливості. Наприклад: право на освіту, свобода вибору професії тощо;
Як випливає із сучасних досліджень, доцільно також запропонувати такі критерії класифікації, як за ступенем абсолютизації, за складом, за дією у просторі, за способом закріплення. Отже, за ступенем їх абсолютизації їх прийнято поділяти на:
а) права і свободи, що підлягають законодавчому обмеженню. Наприклад: обмеження права на збирання, зберігання, використовування та поширення інформації усно, письмово або в інший спосіб (ст. 34 КУ) тощо;
б) права і свободи, що не підлягають законодавчому обмеженню. Наприклад, ст. 33 Конституції України говорить, що громадянин України не може бути позбавлений права в будь-який час повернутися в Україну;

### За складом
а) прості — це права, які можливо реалізувати внаслідок вчинення однієї дії. Це право на життя, на свободу світогляду і віросповідання та т.п.;
б) складні — це права, які можливо реалізувати внаслідок вчинення двох або більше дій (прав). Це право бути Президентом України (ч. 2 ст. 103 КУ), народним депутатом України (ч. 2 ст. 76 КУ) тощо;

### За дією у просторі
а) загальні — це права і свободи, що діють на всій території України;
б) місцеві — це права і свободи, що діють на певній території;

### За способом закріплення
а) прямі — прямо закріплені у Конституції України;
б) непрямі — витікають з тлумачення її норм;

### За способом (характером) здійснення
а) активні — наприклад, це можливість людини обирати. Це право на свободу пересування, вільний вибір місця проживання, право вільно залишати територію України (ст. 33 КУ) тощо;
б) пасивні — наприклад, це можливість бути обраним. Це право бути Президентом України (ч. 2 ст. 103 КУ), народним депутатом України (ч. 2 ст. 76 КУ) тощо

## Гарантії прав людини
Під гарантіями прав та свобод людини і громадянина розуміється система загальних і спеціально юридичних засобів та інститутів, спрямованих на створення умов для реалізації прав людини, а також забезпечення їх всебічної охорони та захисту від порушень.
Серед загальних гарантій виділяють:
Політичні — демократія в найширшому її розумінні — політичний плюралізм і багатопартійність, інститут народного суверенітету.
Економічні — соціально-ринкова економіка, рівність форм власності, свобода зайняття підприємницькою діяльністю.
Духовні — панування у свідомості людей і суспільства уявлень відносно того, що саме є людина в цивілізованому суспільстві найвищою цінністю, первинним носієм юридичних потреб та інтересів, головним суб'єктом права. Важливою складовою духовних гарантій виступає повага до права як до ефективного соціального регулятора.
Поміж спеціально-юридичних гарантій виділяють:
Юридичні гарантії прав і свобод людини -  система норм, принципів, умов і вимог закону, які забезпечують здійснення, додержання та охорону прав та свобод людини, відновлення порушених прав. Важливими гарантіями є закріплення у ст. 21 і 22 Конституції України положень про те, що права і свободи людини є невідчужуваними та непорушними і при прийнятті нових законів або внесенні змін до чинних законів не допускається звуження змісту та обсягу існуючих прав і свобод. Неприпустимість звуження існуючих прав і свобод — основний принцип правової держави., в силу якого при прийнятті нових законів неприпустимо будь-яке звуження змісту і обсягу існуючих прав і свобод людини. Закони, що містять права і свободи, не підлягають зміні в бік погіршення статусу особи.
Процедурні гарантії, які визначають порядок, способи, умови впровадження норм матеріального характеру шляхом чіткого визначення та дотримання процедури їх реалізації.
До інституціональних гарантій відносять інститут омбудсмена, а також відносяться установи, які здійснюють контроль за дотриманням прав неповнолітніх, підопічних осіб, ув'язнених. Парламентський контроль за додержанням конституційних прав і свобод людини і громадянина та захист прав кожного на території України і в межах її юрисдикції на постійній основі здійснює Уповноважений Верховної Ради України з прав людини. Зокрема, Закон України «Про Уповноваженого Верховної Ради України з прав людини» від 23 грудня 1997 р. визначає метою парламентського контролю, що його здійснює Уповноважений:
1. захист прав і свобод людини і громадянина, проголошених Конституцією України, законами України та міжнародними договорами України;
2. додержання та повагу до прав і свобод людини і громадянина органами державної влади, органами місцевого самоврядування та їхніми посадовими і службовими особами;
3. запобігання порушенням прав і свобод людини і громадянина або сприяння їх поновленню;
4. сприяння приведенню законодавства України про права і свободи людини і громадянина у відповідність із Конституцією України, міжнародними нормами у цій галузі;
5. поліпшення і подальший розвиток міжнародної співпраці в галузі захисту прав і свобод людини і громадянина;
6. запобігання будь-яким формам дискримінації щодо реалізації людиною своїх прав і свобод;
7. сприяння правовій інформованості населення та захист конфіденційної інформації про особу.

Загалом до юридичних гарантій прав людини належать:
- правові процедури їх реалізації,
- право знати свої права і обов'язки (ст. 57 Конституції України),
- право на юридичну допомогу, в тому числі і безкоштовну (ст. 59 Конституції України),
- на судовий захист, на оскарження в суді рішень, дій чи бездіяльності органів державної влади, місцевого самоврядування, посадових та службових осіб (ст. 55 Конституції України),
- на відшкодування за рахунок держави чи органів місцевого самоврядування матеріальної та моральної шкоди, завданої їх незаконними рішеннями, діяльністю чи бездіяльністю (ст. 56 Конституції України),
- встановлення юридичної відповідальності за порушення чи обмеження прав людини.

Окрім того, юридичними гарантіями прав людини виступає система таких специфічних юридичних конструкцій, як:
- презумпція невинуватості (ст. 62 Конституції України),
- неможливість зворотної дії закону, що встановлює або посилює юридичну відповідальність за правопорушення (ст. 58 Конституції України),
- неможливість бути двічі притягнутим до юридичної відповідальності за одне й те саме правопорушення (ст. 61 Конституції України).

### Міжнародні гарантії прав людини
Йдеться про сукупність правових принципів і заходів, заснованих на договорі держав і міжнародних організацій, які забезпечують певний стан міжнародних відносин, статус суб'єктів міжнародного права, виконання міжнародних зобов'язань, дотримання прав, передбачених у відповідному договорі.

#### Нормативні гарантії
До них належать найважливішими міжнародні правові акти (їхні положення знайшли своє відображення і в Конституції України).

##### Глобальні
- Загальна декларація прав людини, прийнята резолюцією Генеральної Асамблеї ООН 10 грудня 1948 року
- Міжнародні пакти про громадянські і політичні права та про економічні, соціальні і культурні права, прийняті резолюціями Генеральної Асамблеї ООН 16 грудня 1966 року
- Права людини при здійсненні правосуддя, прийняті резолюцією Генеральної Асамблеї ООН 20 грудня 1971 року
- Декларація про право на розвиток, прийнята резолюцією Генеральної Асамблеї ООН 4 грудня 1986 року
- Конвенція про права дитини, прийнята резолюцією Генеральної Асамблеї ООН від 20 листопада 1989 року, та інші.

##### Регіональні
- Конвенція про захист прав і основних свобод людини 1950 року
- Підсумковий акт Наради з безпеки і співробітництва в Європі від 1 серпня 1975 року.

#### Інституційні
До них належать міжнародні організації та установи, що безпосередньо розглядають питання, пов'язані з порушенням прав і свобод людини, а саме:
1. Центр з прав людини Економічної і Соціальної Ради ООН.
2. Комісія з прав людини ООН.
3. Спеціальні органи ООН — Комітет із прав людини (Міжнародний пакт про громадянські і політичні права), Комітет з економічних, соціальних та культурних прав (Міжнародний пакт про економічні, соціальні та культурні права), Комітет з прав дитини (Конвенція про права дитини), Комітет із ліквідації расової дискримінації (Конвенція про ліквідацію всіх форм расової дискримінації), Комітет проти застосування катувань (Конвенція проти катувань та інших жорстоких, нелюдських або принижуючих гідність видів поводження і покарання).
4. Верховний комісар ООН із заохочення і захисту всіх прав людини (з прав людини). За розпорядженням Верховного комісара ООН з прав людини встановлено «лінію прямого зв'язку з питань прав людини» — постійно діючу лінію факсимільного зв'язку, яка дозволяє Центру з прав людини ООН контролювати надзвичайні ситуації в галузі порушень прав людини. Лінія прямого зв'язку доступна для жертв порушень прав людини, для їхніх родичів і неурядових організацій. Також на захисті прав і свобод людей в Україні стоять профільні громадські організації. Прикладом такої є IHRC Міжнародна комісія з захисту прав людин.
5. Європейський суд з прав людини.

#### Процедурні
Відповідно до ч. 4 ст. 55 Конституції кожен має право після використання всіх національних засобів правового захисту звертатися за захистом своїх прав та свобод до відповідних міжнародних судових установ чи до відповідних органів міжнародних організацій, членом або учасником яких, є Україна. З цього конституційного положення випливає, що право звертатися зі скаргою до міжнародних організацій обумовлено наявністю відповідних міжнародних договорів України і може бути використане лише після того, як буде вичерпано всі національні засоби правового захисту.
Можливість звертатися до Європейського суду у громадян України з'явилася після вступу України до Ради Європи і прийняття 17 липня 1997 р. Закону України «Про ратифікацію Конвенції про захист прав і основних свобод людини 1950 року, Першого протоколу та протоколів № 2, 4, 7 та 11 до Конвенції». Відповідно до Конвенції, Європейський суд працює на постійній основі та складається з 40 суддів (по одному від кожної держави — члена Ради Європи).
Незважаючи на те, що діяльність Європейського суду є додатковою, оскільки основний «тягар» щодо цього захисту мають узяти на себе національні юрисдикційні органи, Європейському суду з прав людини належить найвища юрисдикція у галузі судового захисту прав та свобод людини, що безпосередньо пов'язано з частиною четвертою статті 55 Конституції України, Тобто рішення Європейського суду у цій сфері буде остаточним, і його повинні виконати відповідні національні державні органи.
Право на звернення громадянина до відповідних міжнародних установ чи органів міжнародних організацій не обмежується лише європейськими наглядовими інститутами. Існують й інші інституції глобального міжнародного рівня (наприклад, Комітет ООН з прав людини, Міжнародний комітет проти катувань, Управління Верховного комісара ООН у правах людини або Управління Верховного комісару ООН у справах біженців тощо), до яких можуть звертатись громадяни України за умови ратифікації Україною відповідних актів міжнародного законодавства. Проте ці інституції не є власне судовими органами, а прийняті ними рішення зазвичай не мають формальної (юридичної) обов'язковості.

## Права людини в Україні
За 30 років Незалежності України принципи прав людини, закладені в законодавстві, більшою мірою поки що так і залишилися проєктами, хоча поступово реалізовуються у громадянському суспільстві та механізмах державного управління.
Основою для будь-якої держави має бути дотримання і захист прав і свобод людини. В Україні кроки до реального захисту прав і свобод почалися тільки з набуттям незалежності. У Конституції України окремий розділ присвячено правам і свободам людини і громадянина.
Стаття 21 Конституції України визначає, що всі люди є вільні і рівні у своїй гідності та правах. Права і свободи людини є невідчужуваними та непорушними. Згідно зі статтею 22 Основного Закону держави, права і свободи людини і громадянина, закріплені цією Конституцією, не є вичерпними. Конституційні права і свободи гарантуються і не можуть бути скасовані. Стаття 22 Конституції України підкреслює, що за прийняття нових законів або внесенні змін до чинних законів не допускається звуження змісту та обсягу існуючих прав і свобод.
Права людини і громадянина в Україні можуть обмежувати тільки у випадках, прямо передбачених Конституцією і з метою:
- врятування життя людей та майна;
- запобігання злочинові чи його припинення;
- забезпечення інтересів національної безпеки, територіальної цілісності, громадського порядку, економічного добробуту;
- забезпечення охорони здоров'я і моральності населення, захисту репутації або прав і свобод інших людей;
- запобігання розголошенню інформації, одержаної конфіденційно.

Закони України надають усім громадянам у випадку порушення їхніх прав і свобод або незгоди з діями органів влади і посадових осіб, звертатися в судові інстанції. Ст. 55 Конституції говорить, що права і свободи людини і громадянина захищаються судом. Також кожний громадянин має право звертатися за захистом своїх прав до Уповноваженого Верховної Ради України з прав людини. Після використання всіх національних засобів правового захисту громадяни мають право звертатися за захистом своїх прав і свобод у відповідні міжнародні судові установи або міжнародні організації, членом або учасником яких є Україна. Крім цього, кожний має право будь-якими не забороненими законом засобами захищати свої права і свободи від порушення і протиправних зазіхань. Саме це лежить в основі такого суб'єктивного права як право на самозахист, в тому числі на юридичний самозахист.

## Український фактор при створенні головних міжнародних документів у галузі прав людини
Після закінчення Другої світової війни Україна стала однією з держав-фундаторів створеної 1945 року Організації Об'єднаних Націй. Саме на цей період припадає початок її участі у створенні нової системи прав людини, побудованої на демократичних та гуманістичних цінностях та ідеалах. Україна стала 51 державою-засновницею ООН, що було визнанням внеску українського народу в перемогу над фашизмом.
Говорячи про міжнародну правосуб'єктність колишньої УРСР та її участь у процесах міжнародного співробітництва, насамперед варто зазначити акцентування головної уваги нашої держави на питаннях захисту прав і свобод людини і громадянина і створення дієвих інституційних механізмів, що забезпечували б практичне втілення принципів прав людини в життя. Український інститут національної пам'яті зберігає Звернення Української РСР до Конференції у Сан-Франциско 26 квітня 1945 року.
Зокрема, на Першій сесії Генеральної Асамблеї ООН Україна разом із 17 країнами була обрана членом Економічної і Соціальної ради ООН, 1947 року, стала членом Економічної комісії для Європи, у 1948–1949, 1984–1985 та 1999–2001 роках обиралася тимчасовим членом найголовнішого органу ООН — Ради Безпеки.
Україну неодноразово обирали до Ради Безпеки ООН-підрозділу ООН, на який країнами-учасницями покладено велику відповідальність щодо забезпечення міжнародного миру та безпеки.
Чимало пропозицій УРСР на міжнародних форумах були схвально сприйняті та реалізовані.
Саме з ініціативи української делегації 1948 р. на конференції в Сан-Франциско, комітет, очолюваний головою української делегації Дмитром Мануїльським (міністр закордонних справ УРСР) сформулював преамбулу, цілі та принципи Статуту ООН. На його пропозицію до Статуту ООН було включено ряд важливих положень про загальну повагу прав і основних свобод людини.
Активну участь брала Україна й у розробці та прийнятті основних міжнародних нормативно-правових документів у галузі прав людини. Так, конкретні пропозиції української сторони знайшли своє відображення у головному міжнародному документі у галузі прав людини — Загальній декларації прав людини, прийнятій на третій сесії Генеральної Асамблеї ООН 10 грудня 1948 року [джерело?], а також в цілому ряді інших документів, до яких належать: Міжнародна конвенція про ліквідацію всіх форм расової дискримінації 1965 р., Міжнародний пакт про громадянські та політичні права 1966 р., який був ратифікований Україною 1973 року, Міжнародний пакт про економічні, соціальні і культурні права 1966 р., Міжнародна конвенція про припинення злочину апартеїду та покарання за нього 1973 р., як реакцію світової громадськості на дискримінацію корінного населення Південно-Африканської Республіки та ін.[джерело?]
До того доклали багато зусиль всесвітньо відомі наші співвітчизники-юристи В. Корецький (академік АН УРСР, засновник та впродовж багатьох років директор Інституту держави і права АН УРСР, основоположник української школи міжнародного права, член Міжнародного суду ООН, член Комісії ООН з прав людини у 1947—1949 рр.) і П. Недбайло (професор, завідувач кафедри держави і права Київського університету Т. Г. Шевченка, який у 1958—1968 рр. був постійним представником УРСР у Комісії ООН з прав людини і якому 1968 року було присуджено премію ООН за видатний особистий внесок у справу захисту прав і свобод людини).
Прогресивні зміни, що відбулися у свідомості українців та партійно-державної еліти вплинули і на прийняття нового Основного Закону — Конституції УРСР 1978 року, яка суттєво відрізнялася від попередньої значно ширшим колом прав і свобод людини і громадянина. У ній дві глави були повністю присвячені питанням прав людини, визначався правовий статус іноземців та осіб без громадянства на території України, встановлювалася рівність прав громадян перед законом, рівність прав чоловіка та жінки.
У міжнародно-правовій практиці було прийнято чимало прогресивних норм і започатковано міжнародно-правові ініціативи, у створенні яких українській державі належить не остання роль і які стали візитівкою України після проголошення її незалежності. В період самостійності Україна продовжила діяльність спрямовану на удосконалення власного законодавства в галузі прав людини та зміцнення міжнародного співробітництва в даній сфері. [джерело?]
1993 року Україна взяла участь у роботі Всесвітнього конгресу з прав людини, який проходив у Відні (Австрія). Після якого розпочалося вироблення нової концепції правового статусу людини, що був закріплений у Конституції 1996 року, другий розділ якої повністю присвячений розгляду цього питання. Зокрема, стаття 22 визначає, що перелік прав і свобод, закріплених Конституцією, не є вичерпним. А це в свою чергу вказує на те, що держава розуміє, що швидкий розвиток суспільства в умовах нового часу постійно призводить до появи нових видів неврегульованих суспільних відносин, які не можуть бути заборонені лише тому, що щодо них відсутня дія відповідних законів.
Україна відіграла значну роль у формуванні міжнародної нормативно-правової бази у галузі прав людини, яка стала основою міжнародних стандартів прав людини. Сприяла підвищенню міжнародного авторитету України в очах світової спільноти, зміцненню кредиту довіри до неї, а також змінам у свідомості українців, підвищенню рівня їх правової та політичної культури, усвідомленню необхідності змін старого державно-суспільного укладу, ідеології, мислення, відчуття необхідності проведення реформ у дусі демократизму.
Проте на шляху становлення незалежності перед молодою українською державою постав ряд проблемних питань, пов'язаних зі становленням та функціонуванням власних інститутів в сфері регулювання прав людини, які потребують законодавчого забезпечення власної діяльності та вироблення якісно нових, концептуальних ідей подальшого розвитку.

### Міжнародні документи
- Статус ратифікації міжнародних документів у галузі прав людини за країнами на сайті Управління Верховного комісара ООН з прав людини
- Класифікація основних міжнародних документів у галузі прав або груп прав людини
- Загальна декларація прав людини
- Міжнародний пакт про економічні, соціальні й культурні права
- Міжнародний пакт про громадянські й політичні права
- Конвенція проти катувань та інших жорстоких, нелюдських або принижуючих гідність видів поводження і покарання
- Міжнародна конвенція про ліквідацію всіх форм расової дискримінації
- Конвенція про ліквідацію всіх форм дискримінації щодо жінок
- Конвенція про права дитини

### Інші джерела
- Загальна теорія держави і права / Цвік М. В., Петришин О. В., Авраменко Л. В. — Харків, − 2009 рік.
- Історія прав людини
- Сайт Харківської правозахисної групи
- Позитивні та негативні права і свободи людини
- Проблематика захисту прав людини на теренах України
- Права людини: критика
- Міжнародні стандарти прав людини

## Нормативні акти
- Конституція України
- Конвенція про захист прав людини і основоположних свобод
- Загальної декларації прав людини
- Міжнародний пакт про громадянські та політичні права
- Міжнародний пакт про економічні, соціальні та культурні права
- Конвенція проти катувань та інших жорстоких, нелюдських або таких, що принижують гідність, видів поводження і покарання
- Закон України від 1.12.1994 року «Про порядок відшкодування шкоди, завданої громадянинові незаконними діями органів, що здійснюють оперативно-розшукову діяльність, органів досудового розслідування, прокуратури і суду //Відомості Верховної Ради України. – 1995. – №1. – Ст. 1. Із змінами і доповненнями, внесеними згідно із Законами України URL: http:///www.zakon.rada.gov.ua
- Закон України «Про захист персональних даних». Відомості Верховної Ради України (ВВР). 2010. № 34. ст. 481. Із змінами, внесеними згідно із Законами. URL: https://zakon.rada.gov.ua/laws/show/2297-17#Text
- Закон України "Про Уповноваженого Верховної Ради України з прав людини". Відомості Верховної Ради України, 1998 р., № 20, ст. 99. Із змінами, внесеними згідно із Законами України. URL: https://zakon.rada.gov.ua/laws/show/776/97-вр#Text

### Українська
- Андрущенко О. П. Права людини на перехресті цивілізацій: концептуалізація, методологія та футурологія: монографія. Харків: Право, 2025. 208 с. ISBN 978-617-8602-13-0
- Батанов О. В. Розвиток конституційного права в умовах екологічних викликів сучасності та його роль у забезпеченні екологічної безпеки. Юридичний науковий електронний журнал. 2025. Вип. 3. С. 50-53. DOI https://doi.org/10.32782/2524-0374/2025-3/9. URL: http://www.lsej.org.ua/3_2025/11.pdf
- Бєлов Д. М., Бєлова М. В. Правові та організаційні засади захисту прав біженців та внутрішньо переміщених осіб. Аналітично-порівняльне правознавство. № 1. 2023. С. 47–53.
- Буткевич О. В.  Права людини // Українська дипломатична енциклопедія: У 2-х т./Редкол.:Л. В. Губерський (голова) та ін.  К.:Знання України, 2004.  Т.2.  812с. ISBN 966-316-045-4
- Верховенство права в діяльності правоохоронних органів. Доктринальні проблеми, інтегративний аналіз законодавства та практики його застосування. Монографія / В. Тертишник, Т. Батраченко, В. Ченцов, О. Сачко, І. Єфімова, В. Юрчишин, П. Юрчишин, С. Микитюк, О. Тертишник, А. Минєєв, О. Розгон, І. Сухацька, О. Хорошун / За заг. ред. доктора юрид. наук, професора В. Тертишника. Київ: Алерта, 2025. 536 с. ISBN 978-617-566-897-9
- Волченко А. Права людини.  Політична енциклопедія. Редкол.: Ю. Левенець (голова), Ю. Шаповал (заст. голови) та ін. К.: Парламентське видавництво, 2011.  604 с.  ISBN 978-966-611-818-2
- Ворона В. А. Право на евтаназію як складова права людини на життя / В  А. Ворона. Право України. 2010, N 5.-С.199-205
- Конституційне право України: Підручник /За ред. В. Ф. Погорілка.  2-е вид., доопр. / НАН України; Ін-т держави і права. К.: Наук. думка, 2000. 732 с.
- Головаха Е. И. Демократизація суспільства і розвиток особистості від тоталітаризму до демократії / Є. І Головаха, І. Е. Бекешкіна, В. С.  Небоженко. К.: Наук. думка, 1992. 267 с.
- Епель О. В. Система соціального захисту як чинник формування соціальної держави: стан, проблеми та стратегія розвитку: монографія. Київ: Видавництво Людмила, 2023. 196 с. ISBN 978-617-555-161-5
- Євінтов В. Пряме застосування міжнародних стандартів прав людини (коментарі до статті 9 Конституції України. Українське право. 1998. №1.
- Захист у справах про адміністративні правопорушення: зразки заяв, скарг, клопотань/ М. Г. Коротюк, Т. О. Ремінь/ під заг. ред. М. Г. Коротюка, Ph. D.– К.: ОВК, 2025.  446 с. ISBN 978-617-7931-91-0
- Іллящук Д.Г. Кримінальна процесуальна діяльність прокурора у забезпеченні прав особи на стадії досудового розслідування: монографія. Київ: Алерта, 2024. 246 с. ISBN 978-617-566-869-6
- Кодекс суддівської етики. Науково-практичний коментар / за заг. ред. А. В. Каліновської. Київ : Юрінком Інтер, 2025. 312 с. ISBN 978-966-667-891-4
- Колодій А. М. Права людини і громадянина в Україні: Навч. посіб. / А. М. Колодій, А. Ю. Олійник. К.: Юрінком Інтер, 2003.
- Концепція удосконалення інституту юридичної відповідальності держави перед громадянським суспільством та особою в Україні / Шемшученко Ю. С., Оніщенко Н. М., Пархоменко Н. М., Стоєцький С. В. та ін.  К.: Інституту держави і права ім. В. М. Корецького НАН України, 2014.112 с.
- Кравченко В. В. Конституційне право України: Навчальний посібник.  Вид. 4-те, виправл. та доповн. К.: Атіка, 2006. 568 с.
- Машков А. Д. Теорія держави і права: підручник. Київ: Алерта, 2024. 452 с.ISBN 978-617-566-846-7
- Міжнародне гуманітарне право. / Укл.: Алієв Р. В., Ануфрієв М. І., Бортняк В. А. та інші / Під загальною редакцією д. ю. н., професора І. Коропаткіна. Київ. ВД «Професіонал», 2023. 598 с. ISBN 978-611-01-2816-2
- Нариси до судового права: монографія / за заг. ред. О. З. Хотинської-Нор. Київ: ВД «Дакор», 2024. 504 с. ISBN 978-617-8066-87-1
- Нестерович В. Ф. Лобіювання як конституційно-правовий механізм захисту прав і свобод людини та громадянина.  Вісник Академії правових наук України. 2010. № 3. С. 83-93.
- Нестерович В. Ф. Верховенство права та забезпечення прав людини на тимчасово окупованих територіях України. Наукові записки НаУКМА. 2017. Т. 200. Юридичні науки. С. 85-92.
- Орзих М. Ф. Личность и права.  Одесса: Юрид. литература, 2005. 3012 с.
- Погорілко В. Ф., Головченко В. В.,   Сірий М. І. Права та свободи людини і громадянина в Україні. К.: Ін Юре, 1997. 52 с.
- Права людини і громадянина: проблеми реалізації в Україні: Пр. Львів. лаб. прав людини АПН України / ред.: П. М. Рабінович; АПН України. К.: Ін Юре, 1998.  119 c. (Сер. I. Дослідж. і реф.; Вип.1).
- Права людини і Україна: Пр. Львів. лаб. прав людини Акад. прав. наук України / ред.: П. М. Рабінович. Л.: Світ, 1999. 151 с. (Сер. І. Дослідж. і реф.; Вип. 2). укр. — рус.
- Рабінович П. М., Хавронюк М. І. Права людини і громадянина: Навчальний посібник.  К.: Атіка, 2004—464 с.
- Основи Конституційного права України / Під ред. В. В. Копейчікова. К.: Юринком Інтер,1998. 214 с.
- Стахов Н. Н. Права человека и гражданина: история и современность. Правова держава України: проблеми, перспективи розвитку. К., 1997. 35 с.
- Віднянський С. В. Участь України у соціальній та гуманітарній діяльності ООН. Актуальні проблеми міжнародних відносин. 2005.  №58 С. 133—141.
- Зленко А. В. Роль ООН у захисті соціальних цінностей людини // ООН у системі міжнародних відносин. Історичний досвід та перспективи. К.: Либідь, 1995. С. 71-85.
- Лозінські Кшиштоф, Універсальність прав людини і відмінності в культурі, традиціях та історичному досвіді / Пер. А. Вишняускаса URL: http://www.ji.lviv.ua/n21texts/lozinski.htm.
- Антонович М. М. Україна в міжнародній системі захисту прав людини. Теорія і практика. К.: Вид. дім «Києво-Могилян. акад.», 2007. 384 с.
- Гончаренко О. М.  Права людини в Україні. К.: Знання, 2008. 207 с.
- Колодій А. М., Олійник А. Ю. Права, свободи та обов'язки людини і громадянина в Україні. К.: Прав. єдність, 2008. 350 с.
- Панкевич О. З. Соціальна держава та права людини «другого покоління» (загальнотеоретичне дослідження): Пр. Львів. лаб. прав людини і громадянина. Сер. 1. Дослідж. та реф.  Вип. 11.  Л.: Астрон, 2006. 176 c.
- Права людини: соціально-антропологічний вимір: Пр. Львів. лаб. прав людини і громадянина НДІ держ. буд-ва та місцевого самоврядування Акад. прав. наук України / Гол. ред. П. М. Рабинович. Сер. І. Дослідж. та реф.  Вип. 13.  Л.: Світ, 2006.  280 с.
- Проблеми реалізації прав і свобод людини та громадянина в Україні / За заг. ред. Н. М. Оніщенко, О. В. Зайчука. К.: Юрид. думка, 2007. 424 с.
- Рабінович П. Європейські стандарти прав людини: онтологічні, гносеологічні та праксеологічні стандарти. Вісн. Акад. прав. наук України.  2003.  №2-3 (33–34). С. 114—132.
- Рабіновіч П. М. Раданович Н. М. Європейська конвенція з прав людини: проблеми національної імплементації (загальнотеоретичні аспекти).  Л.: Астрон, 2002.  192 с.
- Реабілітація жертв незаконних кримінальних переслідувань, політичних репресій та зловживань владою. Підручник для слухачів магістратури / В. В. Ченцов, В М. Тертишник. Київ: Алерта, 2016.324 с.
- Сливка С. Природне та надприродне право: у 3-х частинах. Ч. 1: Природне право: історико-філософський погляд. Київ:  Атіка, 2005. 224 с.
- Тертишник В. Конституція України. Науково-практичний коментар. Вид. 3-тє, доповн. і перероб. Київ: Алерта, 2024.  486 с. ISBN 978-617-566-844-3
- Защита прав и свобод человека: учебное пособие / В. М. Тертышник, А. В. Марченко, А. И. Тертышник. Харьков, 2000.  288 с.
- Тертишник В. М. Гарантії істини та захисту прав і свобод людини в кримінальному процесі: Монографія. Дніпро: Юридична академія МВС України, 2002.  432 с.
- Тертишник В. М. Права і свободи людини: підручник. Київ: Алерта, 2022. 432 с. ISBN 978-617-566-725-5
- Тертышник В. М.  Неприкосновенность личной жизни: мой дом — моя крепость или мои права — мое богатство.  Проблемы теории и практики уголовного процесса: история и современность. Воронеж, 2006. С. 409—415.
- Хабло О. Ю., Бойко О. В. Право на справедливий судовий розгляд у кримінальному судочинстві України: монографія. Київ: Кафедра, 2022. 216 с.
- Христова Г. О. Міжнародні стандарти прав людини як вихідні засади гендерно-правової експертизи законодавства України. Пробл. законності. 2008. Вип. 99.  С. 30-39.
- Ченцов В. В., Тертишник В. М.  Реабілітаційне право та проблеми захисту жертв репресій, зловживань і помилок влади.   Право і суспільство.  2016.  № 3. С. 198—204.
- Шемшученко Ю. Конституція України і права людини.  Право України. 2001. № 8. С. 13–15.
- Європейська конвенція з прав людини: основні положення, практика застосування, український контекст / уклад. і наук. ред. О. Л. Жуковська. К. : ВІПОЛ, 2004. 960 с.
- Забезпечення прав інвалідів в Україні: теоретичні і практичні засади адміністративно-правового регулювання: монографія / О. В. Паровишник ; Нац. юрид. ун-т ім. Ярослава Мудрого.Харків: Право, 2016. 264 с.
- Українська правнича енциклопедія / За заг. ред. В. М. Тертишника, Л. Р. Наливайко, А. Є. Фоменко, В. В. Ченцова. Київ: Алерта, 2023. 768 с. ISBN 978-617-566-754-5

### Іноземна
- Risse-Kappen, Thomas, et al., eds. The power of human rights: International norms and domestic change. Vol. 66. Cambridge University Press, 1999.
- Pogge, Thomas. «World poverty and human rights.» Ethics & international affairs 19.1 (2005): 1-7.
- Meron, Theodor. Human rights and humanitarian norms as customary law. Oxford: Clarendon Press, 1989.
- Farmer, Paul. «Pathologies of power: Health, human rights, and the new war on the poor.» North American Dialogue 6.1 (2003): 1-4.
- Donnelly, Jack. Universal human rights in theory and practice. Cornell University Press, 2013.
- Sen, Amartya. «Human rights and capabilities.» Journal of human development 6.2 (2005): 151—166.
- Rorty, Richard. «Human rights, rationality, and sentimentality.» Wronging Rights?: Philosophical Challenges for Human Rights (1993): 1-34.
- Hunt, Lynn Avery. Inventing human rights: A history. WW Norton & Company, 2007.
- Skutnabb-Kangas, Tove. Linguistic genocide in education--or worldwide diversity and human rights?. Routledge, 2000.
- Ignatieff, Michael, and Anthony Appiah. Human rights as politics and idolatry. Princeton University Press, 2003.
- Donnelly, Jack, and Daniel J. Whelan. International human rights. Hachette UK, 2017.
- Hathaway, Oona A. «Do human rights treaties make a difference.» Yale lj 111 (2001): 1935.
- Griffin, James, and James Thomas Griffin. On human rights. Oxford University Press, 2008.
- Vincent, Raymond John. Human rights and international relations. Cambridge University Press, 1986.
- Harris, David John, et al. Law of the European convention on human rights. Oxford University Press, USA, 2014.
- Clapham, Andrew. Human rights obligations of non-state actors. OUP Oxford, 2006.
- Beitz, Charles R. The idea of human rights. Oxford University Press, 2011.
- Risse, Thomas, and Kathryn Sikkink. «The socialization of international human rights norms into domestic practices: introduction.» Cambridge Studies in International Relations 66 (1999): 1-38.
- Steiner, Henry J., Philip Alston, and Ryan Goodman. International human rights in context: law, politics, morals: text and materials. Oxford University Press, USA, 2008.
- Simmons, Beth A. Mobilizing for human rights: international law in domestic politics. Cambridge University Press, 2009.
- Sen, Amartya. «Elements of a theory of human rights.» Philosophy & Public Affairs 32.4 (2004): 315—356.
- Forsythe, David P. Human rights in international relations. Cambridge University Press, 2017.